# Juan de Loxa
Juan de Loxa es seudónimo de Juan García Pérez (Loja, Granada, 23 de abril de 1944 - Madrid, 15 de diciembre de 2017) que fue un escritor, poeta y periodista español.

## Biografía
Cursó estudios en el Colegio del Sacromonte, Facultad de Filosofía y Letras de la Universidad de Granada, Escuelas Normales del Magisterio de Granada y Murcia y Ciencias de la Imagen en la Universidad Complutense de Madrid.

## Trayectoria
Fundó en 1967 y dirigió desde entonces, durante más de veinticinco años, el programa de radio Poesía 70, emitido por Radio Popular de Granada para la cadena COPE, que se convertiría también en revista, llegando a publicar tres números, y del cual surgió con su impulso el Manifiesto Canción del Sur en 1969 que fundó junto a Carlos Cano y Antonio Mata.
Dirigió varios años las páginas culturales del diario Patria de Granada, y redactó numerosos artículos publicados en el diario granadino Ideal, así como en otros periódicos y revistas de tirada nacional. Fue fundador de la revista contra-cultural El Despeñaperro andaluz, y escribió, sin firmarlos, guiones para destacadas figuras de radio y televisión.
En 1986 fundó el Museo Casa Natal de Federico García Lorca en Fuente Vaqueros, institución que dirigió hasta 2006. Desde 2006, fue académico numerario de la Academia de Buenas Letras de Granada.

## Obra
- Las aventuras de los (1971).
- Christian Dios en cada rincón de mi cuerpo, (libro de las monjas) (1982).
- Juegos reunidos (memoria 1967-2007 y pico) (2009).
- Y lo que quea por cantar (1980).
- Una noche en la vida de Quintero, León y Quiroga (1976) (2006).
- La poesía más revoltosa: desde Dadá a Granada.
- Granada en lienzo de plata (2006). Discurso de entrada en la Academia de Buenas Letras de Granada.
- Parole, parole (2011).

Además tiene publicados muchos textos en obras colectivas, y en publicaciones del Patronato Cultural Federico García Lorca sobre Rafael Alberti, Nicolás Guillén y el propio Federico. Otros muchos permanecen inéditos. También compuso letras flamencas consideradas anónimas por quienes las cantan, y temas para discos de cantautores como Enrique Moratalla y Enric Hernaez. Pronunció conferencias en universidades y otros centros culturales de España y otros países.

## Distinciones
- Premio Ondas (1982) por el programa de radio Poesía 70.
- Medalla de honor, de la Real Academia de Bellas Artes de Granada.
- Medalla P de la Academia de Buenas Letras de Granada.